# Massimo Demarin
Massimo Demarin né le 25 août 1979 à Pula, est un coureur cycliste croate.

## Palmarès sur route
- 2002
  -  Champion de Croatie sur route
  - 2e étape du Jadranska Magistrala
- 2003
  - 3e du championnat de Croatie sur route
  - 3e du championnat de Croatie du contre-la-montre
- 2004
  - The Paths of King Nikola :
    - Classement général
    - 2e étape

  - 3e du championnat de Croatie sur route
- 2005
  - 1reb étape de The Paths of King Nikola (contre-la-montre par équipes)
- 2006
  - 2e du championnat de Croatie sur route
- 2013
  - 2e du championnat de Croatie du contre-la-montre

## Classements mondiaux
| Année           | 2005  | 2006 | 2007 | 2008 | 2009 | 2010 | 2011 | 2012 | 2013 |
| --------------- | ----- | ---- | ---- | ---- | ---- | ---- | ---- | ---- | ---- |
| UCI Europe Tour | 1281e | 487e |      | 686e | 808e |      |      |      | 859e |